# Bifengxia
Bifengxia (kinesiska: 碧峰峡镇, 碧峰峡) är en köping i Kina. Den ligger i provinsen Sichuan, i den sydvästra delen av landet, omkring 120 kilometer sydväst om provinshuvudstaden Chengdu. Antalet invånare är 8 538. Befolkningen består av 4 226 kvinnor och 4 312 män. Barn under 15 år utgör 22,0 %, vuxna 15-64 år 63 %, och äldre över 65 år 13,0 %.
Genomsnittlig årsnederbörd är 1 442 millimeter. Den regnigaste månaden är juli, med i genomsnitt 387 mm nederbörd, och den torraste är januari, med 12 mm nederbörd.